# Oliver’s Twist
Oliver’s Twist war eine Kochsendung mit Jamie Oliver, die von seiner eigenen Produktionsfirma Fresh One Productions für BBC Two produziert wurde und 52 Episoden umfasste. Serienproduzent war Simon Willis, gedreht wurde die Show in London.

## Inhalt
Die Show beginnt in der Regel mit einer Einleitung, die die Geschichte hinter der jeweiligen Episode erzählt. Meist geht es darum, mit wem oder für wen Jamie Oliver kocht. Anschließend steuert Oliver mit seinem Scooter verschiedene Spezialitätenläden Londons an, um Lebensmittel für die jeweils aktuelle Sendung einzukaufen.
Nachdem er in seine Wohnung zurückgekehrt ist, beginnt die eigentliche Kochsendung. Oliver kocht meist eine kurze Zeit allein, bis dann sein Gast zu ihm stößt. Das zubereitete Essen wird von Oliver zusammen mit einem oder mehreren Gästen verspeist.

## Produktion und Veröffentlichung
Die Serie entstand mit Olivers eigener Produktionsfirma Fresh One Productions mit Serienproduzenten Simon Willis und Rowan Deacon. Sie folgte Livers erster Kochsendung, The Naked Chef, die 1999 bis 2001 lief. Gedreht wurde die Show in London, Regie führte Brian Klein. Leigh Haggerwood komponierte die Musik für alle 52 Folgen.
Die Sendung lief in zwei Staffeln mit je 26 Folgen. Die Erstausstrahlung der ersten Staffel erfolgte vom 14. Mai 2002 bis 19. Februar 2003 bei BBC 2 und bereits parallel in Australien. Es folgte die zweite Staffel vom 14. Mai 2003 bis 3. April 2004. Die Sendung wurde in 200 Gebiete weltweit verkauft. Eine deutsche Fassung wurde erstmals vom 3. Juni 2003 bis 4. Juni 2004 von ORF gezeigt. Die erste Ausstrahlung in Deutschland erfolgte vom 26. Juli 2003 bis 20. September 2003 bei RTL II. Es folgten mehrere Wiederholungen bei ORF, RTL II, RTL Living, SF2 und Sixx.
Leigh Haggerwood komponierte die Musik für alle 52 Folgen.

## Episodenliste
Reihenfolge nach Internet Movie Database

### Staffel 1
| Nummer | Titel (Deutschland)                 | Originaltitel                 | Erstausstrahlung (USA) | Gäste                                                                     | Gerichte |
| ------ | ----------------------------------- | ----------------------------- | ---------------------- | ------------------------------------------------------------------------- | --- |
| 1      | Fish & Chips                        | Fish And Chips At Home        | 14. Mai 2002           | drei amerikanische Studenten (Andre, Francesco und Sarah)                 | Spotted Dick, Fish & Chips |
| 2      | Schärfer als die Polizei erlaubt    | Copper's Curries              | 21. Mai 2002           | vier Polizisten (Andy, Louise, Chas und Ollie)                            | Mango-Lassi, Zellophan-Nudelsalat, in Bananenblätter gewickelten Seeteufel                                                                                      |
| 3      | Vom Catwalk an die Fleischtöpfe     | Scrumptious And Sinful        | 28. Mai 2002           | die Models Vicki, Polly und Jasmine                                       | Tagliatelle mit Safran und Meeresfrüchten, Carpaccio mit Baby-Rüben, Limetten-Basilikum-Sorbet                                                                  |
| 4      | Expressmahlzeit                     | Great Packed Lunches          | 4. Juni 2002           | Fahrradkuriere Steven und David                                           | gepresstes Kirschtomaten-Bruscetta, Fleischbällchen und eine Calzone                                                                                            |
| 5      | Die Jungs vom Bau                   | Kitchen Builders              | 11. Juni 2002          | Bauarbeiter Stuart und Russel                                             | Kichererbsen-Lauch-Suppe, Lamm mit Kartoffelbrei, schneller englischer Trifle                                                                                   |
| 6      | Charmeur Jamie                      | Singletons                    | 18. Juni 2002          | Single-Damen Louise, Naomi und Emily                                      | Risotto mit geröstetem Knoblauch und Mandel-Pangritata, Thunfisch-Steaks mit Kartoffelsalat und zum Nachtisch ein Schokoladen-Küchlein                          |
| 7      | After-Show-Dinner                   | ABBA-Manie                    | 25. Juni 2002          | Abba-Fans Lynne, Chris, Paula und Joe                                     | Marinierter Tintenfischsalat, in Wein geschmortes Schweinefleisch mit Knoblauch, Fenchel und Rosmarin und zum Schluss einen Früchte-Cobble                      |
| 8      | Komödiantenfutter                   | Late Night Snacks             | 2. Juli 2002           | Comedians Greg und Junior                                                 | Spaghetti alla Puttanesca, warmer Rucolasalat, eiskalter Schokoladenkuchen                                                                                      |
| 9      | Zauberpilze                         | More Than Just A Lettuce Leaf | 9. Juli 2002           |                                                                           | Pilz-Sandwich, Tagliatelle mit Waldpilzen, Pekannüsse und Vanilleeis mit Ahornsirup                                                                             |
| 10     | Poweressen                          | Big Grub For Big Boys         | 16. Juli 2002          | Rugbyspieler Mark Denney, Alex King, Fraser Waters und Lawrence Dallaglio | In Milch gegartes Hühnchen, Polenta, englischer Panettone-Pudding mit Vanilleeiscreme                                                                           |
| 11     | Vom Farbtopf zum Kochtopf           | Painting Party                | 2. Oktober 2002        | Jimmy Doherty                                                             | Party-Paella mit Safran, Erbsen, Huhn, Krabben und Chorizo-Wurst                                                                                                |
| 12     | Großmutters Besuch                  | Tiger                         | 8. Oktober 2002        | Jamies Oma mit Freundinnen                                                | Ziegenkäseküchlein, das englische ‚Scone‘-Gebäck mit Schlagsahne und Bananenkuchen                                                                              |
| 13     | Liebe geht durch den Magen          | First Date                    | 15. Oktober 2002       | Jamie’s Schwägerin Lisa                                                   | Thunfisch-Ceviche in Salatherzen Glattbutt mit Artischocke und Obstsalat                                                                                        |
| 14     | Halloween                           | Halloween                     | 22. Oktober 2002       |                                                                           | Partyleckereien |
| 15     | Überraschung für den Lieferanten    | Suppliers Surprise            | 30. Oktober 2002       | Markthändler Borough Market                                               | gemischter italienischer Braten (Ente, Schwein und Huhn), gebratener Kartoffelkuchen auf lyonaiser Art, als Dessert Zitronenpudding                             |
| 16     | Essen un Musik                      | Scarlet Division              | 5. November 2002       | Musiker der Band ‚Scarlet Division‘                                       | Käse- und Spinat-Canelloni, gegrillte marinierte Champignons mit Gremolata, karamellisierte Frucht-Kebabs und Caipirinha                                        |
| 17     | Vom Set in die Küche                | The Bill                      | 12. November 2002      | Schauspieler von The Bill                                                 | Chili Wodka – In der Pfanne geröstete Mandeln mit Chili und Meersalz – Scharfe Rippchen mit Räucherspeck und Chilikruste – Mozzarella und gegrillter Chilisalat |
| 18     | Reisefieber                         | Bon Voyage                    | 23. November 2002      | Jamie Smith und Freunde                                                   | geräucherter Lachs mit Paprikasauce, knuspriger Babysalat sowie süße Folienkartoffeln mit Crème fraîche und Chili                                               |
| 19     | Weihnachtsparty – Alle Jahre wieder | Christmas                     | 3. Dezember 2002       |                                                                           | |
| 20     | Hochzeitsschmaus                    | Wedding                       | 18. Januar 2003        | Braut Paula und ihre Brautjungfer Sharon                                  | Antipasti-Platte, überbackenes Lachsfilet mit Kräutern, Salsa verde, gemischter Bohnensalat, Sommerbeeren mit Mascarpone                                        |
| 21     | World Cup Frühstück                 | Football Breakfast            | 25. Januar 2003        | Jamies Partyfreunde                                                       | Wrap mit Chilli und Rührei sowie eine Bloody Mary |
| 22     | Wilde Kräuter                       | Wild City                     | 23. Januar 2003        | Jamies Mentor Gennaro Contaldo                                            | Bresaola mit wilden Maronen und Rauke, mediterraner Fischeintopf, Wildfrüchte mit Milchschaumcreme                                                              |
| 23     | Matchball für Jamie                 | Wimbledon                     | 30. Januar 2003        | Jamies Schwiegermutter und ihre Freunde                                   | Pimms Sommerdrink mit Verzierung – Vadura mista mit Basilikum-Mayonnaise – Gegrillte Brasse mit Kräutern, Fenchel und Zitrone                                   |
| 24     | Klassentreffen                      | Friends United                | 5. Februar 2003        | Jamies ehemalige Klassenkameraden                                         | |
| 25     | Schokoladenparty                    | Chocolate                     | 12. Februar 2003       | Babysitterinnen                                                           | Schokoladen Tiramisu – Dessert mit Schokoladeneis, Crème fraîche, Schokostücken, Kirschen, süßem Sekt, Orangeneiscreme und Grand Manier – Schokoladen-Trüffel   |
| 26     | Curry und andere scharfe Sachen     | Bollywood                     | 19. Februar 2003       | Bollywood-Choreograph und Tänzer Poppy.                                   | |

### Staffel 2
| Nummer | Titel (Deutschland)        | Originaltitel                 | Erstausstrahlung (USA) | Gäste                                             | Gerichte |  |
| ------ | -------------------------- | ----------------------------- | ---------------------- | ------------------------------------------------- | --- |  |
| 27     | Zauberei aus der Pfanne    | Flash in the Pan              | 14. Mai 2003           | Jamies Freund Jimmy Doherty                       | Huhn mit Spargel, Kirschtomaten, Pancetta und Oliven sowie gedämpfter Fisch in Cous-Cous                                                 |  |
| 28     | Champ für die Champions    | An Englishman and An Irishman | 21. Mai 2003           | Restaurantbesitzer Richard Corrigan               | gestampfte Kartoffeln, Schnittlauch und Butter, Schweinekoteletts mit Salbei, Honig, Cidre-Essig und Aprikosen                           |  |
| 29     | Elvis-Dinner               | Jamie and the King            | 28. Mai 2003           | Elvis-Imitator John Prescott                      | Pommes frites aus dem Ofen, Elvis-Burger, Salat                                                                                          |  |
| 30     | Bauarbeiter-Lunch          | Veg Out                       | 4. Juni 2003           | Bauarbeiter                                       | gebackener Kürbis mit Pastinaken und Möhren, Kohl im Wok, Brathuhn mit gebackenen Kartoffeln                                             |  |
| 31     | Schlechtwetter-Barbecue    | A Very British BBQ            | 11. Juni 2003          | Koch Tobie Puttock und Sommelier Matt Skinner     | frischen Tunfisch, Calamari und Garnelen                                                                                                 |  |
| 32     | Japan lässt grüßen         | My New Kitchen                | 18. Juni 2003          | Gasinstallateur Andy                              | Meeräsche mit Limone, geräucherten Lachs mit Rote Beete-Carpaccio und einen Estragon-Salat                                               |  |
| 33     | Jamies Suppenküche         | Jamie's Soup Kitchen          | 25. Juni 2003          | zwei sozial benachteiligten Jugendliche           | |  |
| 34     | Brasilianisches Feuer      | Carnival Brazi                | 9. Juli 2003           | Küchengehilfe Santos                              | |  |
| 35     | Schöne Grüße aus Italien   | Pasta and the Masta           | 16. Juli 2003          | Gennaro Contaldo                                  | Spaghetti Bolognese, Ravioli gefüllt mit Ricotta, Pecorino und Parmesan und Linguini mit Roter Meeräsche                                 |  |
| 36     | Alle Aromen dieser Welt    | World on a Plate              | 23. Juli 2003          | Fusion-Erfinder Peter Gordon                      | Roter Snapper im Curryblatt mit geräucherter Kokosnuss, Tamarind Brühe, Plantain-Chips und Tintenfisch mit Pflaumen-Mango-Chutney        |  |
| 37     | Jamie sticht in See        | The Boat Trip                 | 8. Oktober 2003        | Jamies Freund Brian Klein                         | Club-Sandwich mit Hummer, Erdbeer-Champagner-Cocktail und das Dessert ‚Eton Mess‘                                                        |  |
| 38     | Das Geburtstageskind       | Birthday boy                  | 15. Oktober 2003       | Oliver's 28. Geburtstag                           | Lamm, Kartoffelsalat und am Spieß gebratene Forelle und Heilbutt                                                                         |  |
| 39     | Nachtschicht               | The Night Shift               | 22. Oktober 2003       | Bäcker John Rolfe                                 | Brotteig, Rosmarin-Trauben-Calzone, geröstetes Gemüsebrot und eine Pizza mit Frühstücksartikeln als Belag.                               |  |
| 40     | Fußballfieber              | Jamie and the Soccer Girls    | 5. November 2003       | Damen eines Fußballverein                         | Marinierte Oliven und Paprika, Zucchini-Salat, Kichererbsenbrei mit Paprika, Orangen-Zwiebel-Salat und ein Spanischer Überraschungsdrink |  |
| 41     | Vater und Tochter          | Daddy's Girl                  | 12. November 2003      | Jamies Tochter Poppy                              | Frühlingsminestrone, Marokkanischen Eintopf und Frucht-Lutscher                                                                          |  |
| 42     | Musik geht durch den Magen | Health Kick                   | 8. Januar 2004         | Gesundheitsberaterin Jane Clarke                  | Mandarinen mit Vanille, Mandeln und Schokolade, gedämpftem Wolfsbarsch mit Frühlingsgemüse, Fruchtsaft und Krabben-Grapefruit-Salat      |  |
| 43     | Ein Essen für die Neuen    | New Kids on the Block         | 14. Januar 2004        | Gruppe von Lehrlingen                             | Kartoffeln mit Fenchel – Rinderfilet mit Wildpilzen eingehüllt in Prosciutto und eine Zitronentorte                                      |  |
| 44     | Nächtlicher Hunger         | Late Night Munchies           | 21. Januar 2004        | Köche Toby und Derek                              | heißer Grog, Philly-Steak-Sandwich, Schokoladenkuchen und Popcorn                                                                        |  |
| 45     | Gala für den Fischhändler  | George's Day Off              | 28. Januar 2004        | Fischhändler George Ngyutin                       | Meeresfrüchte- und Reis-Suppe, Kabeljau gebacken in Bananenblättern, tropischer Obstsalat                                                |  |
| 46     | Schokoholic                | Chocoholic                    | 11. Februar 2004       | Jamies Freund Gennaro Contaldo                    | Schokoladenrisotto, Hirsch mit Schokolade und Schokoladen-Auberginen-Dessert                                                             |  |
| 47     | Japanische Kochkunst       | East Meets West               | 18. Februar 2004       | zwei Japanerinnen                                 | Gyozas mit Dipsauce – Sakatani Cocktails – Shabu Shabu                                                                                   |  |
| 48     | Alles Käse                 | The Big Cheese                | 25. Februar 2004       | Käsehändlerin Patricia Michelson und ihre Töchter | gebackener Ziegenkäse und Süßkartoffeln mit Käse überbacken                                                                              |  |
| 49     | Kräutersymphonie           | Jekka the Herb Lady           | 4. März 2004           | Kräuterzüchterin Jekka McVicar                    | Zitrone verbana granita mit Apfelkompott – Rib Eye mit Kartoffeln, Bohnenkraut und Knoblauchbutter – rustikaler Brotsalat                |  |
| 50     | Gesundheitskick            | The Session                   | 20. März 2004          | Musiker der Band ‚Scarlet Division‘               | Ananas-Curry und ein einzigartiges Zwiebel-Bhaji                                                                                         |  |
| 51     | Peters Geburtstagsparty    | Peter’s Party                 | 24. März 2004          | Peter’s Party                                     | Pesto mit Pasta, Bohnen und Kartoffeln, Wassermelonensalat, Hühnerkebab und Bagels mit geräuchertem Lachs                                |  |
| 52     | Picknick im Park           | Picnic in the Park            | 3. April 2004          | Jamies Freunde                                    | Huhn im Blätterteig, Grüner Salat mit Basilikum-Dressing, Piccalli und einen erfrischenden Holunderdrink                                 |  |